# Neustadt/Heese

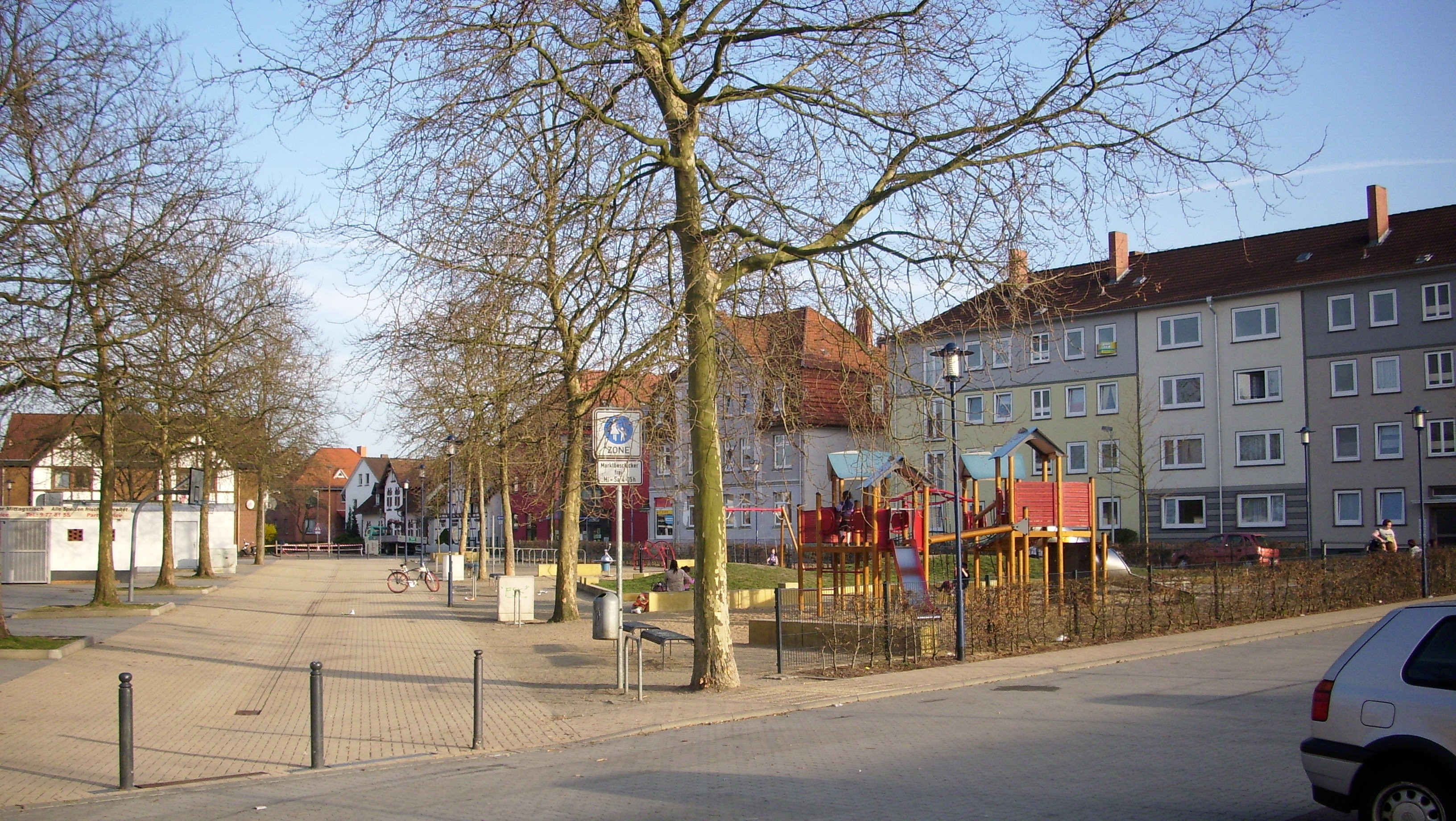
Heeseplatz

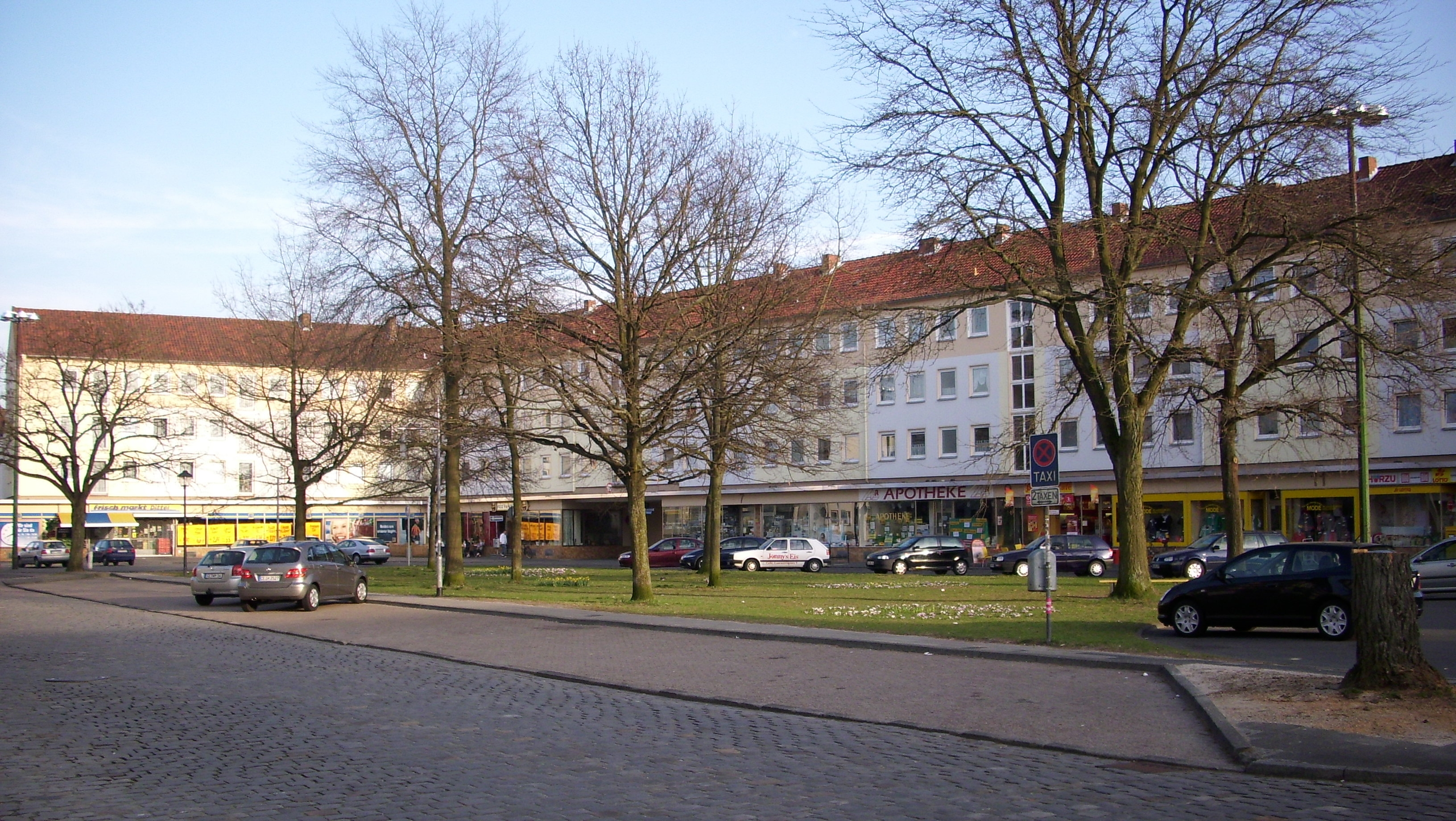
Lauensteinplatz

Neustadt/Heese ist ein Ortsteil der Stadt Celle in Niedersachsen, der südwestlich des Stadtzentrums liegt.

## Geschichte
Die Neustadt entstand 1632, nachdem die Umsiedlung der Westceller Vorstadt zugunsten des Ausbaus der Celler Stadtbefestigung während des Dreißigjährigen Kriegs nötig geworden war. Schon 1664 wurden 67 Wohnhäuser gezählt. Im selben Jahr kam es zu einer Pestepidemie, worauf für die Neustadt einen eigenen Friedhof erhielt.
Herzog Georg-Wilhelm zu Braunschweig-Lüneburg plante ab 1680 vor dem Westceller Tor eine Planstadt im Schachbrettmuster, zu deren endgültiger Ausführung es nicht kam. Lediglich in der Trift (Stadtteil Neuenhäusen) kann man die Ansätze erkennen. 1685, 1832 und 1862 kam es in der Neustadt zu verheerenden Bränden.
Zusammen mit dem Dorf Heese wurde die Neustadt 1869 nach Celle eingemeindet.
Das sogenannte „Heesegebiet“ wurde ab 1924 städtebaulich erschlossen.
Dem Celler Hasenjagd genannten Massaker von Celle, fielen am 8. April 1945 im Neustädter Holz sowie dem Stadtgebiet mindestens 170 KZ-Häftlinge zum Opfer.

## Religion

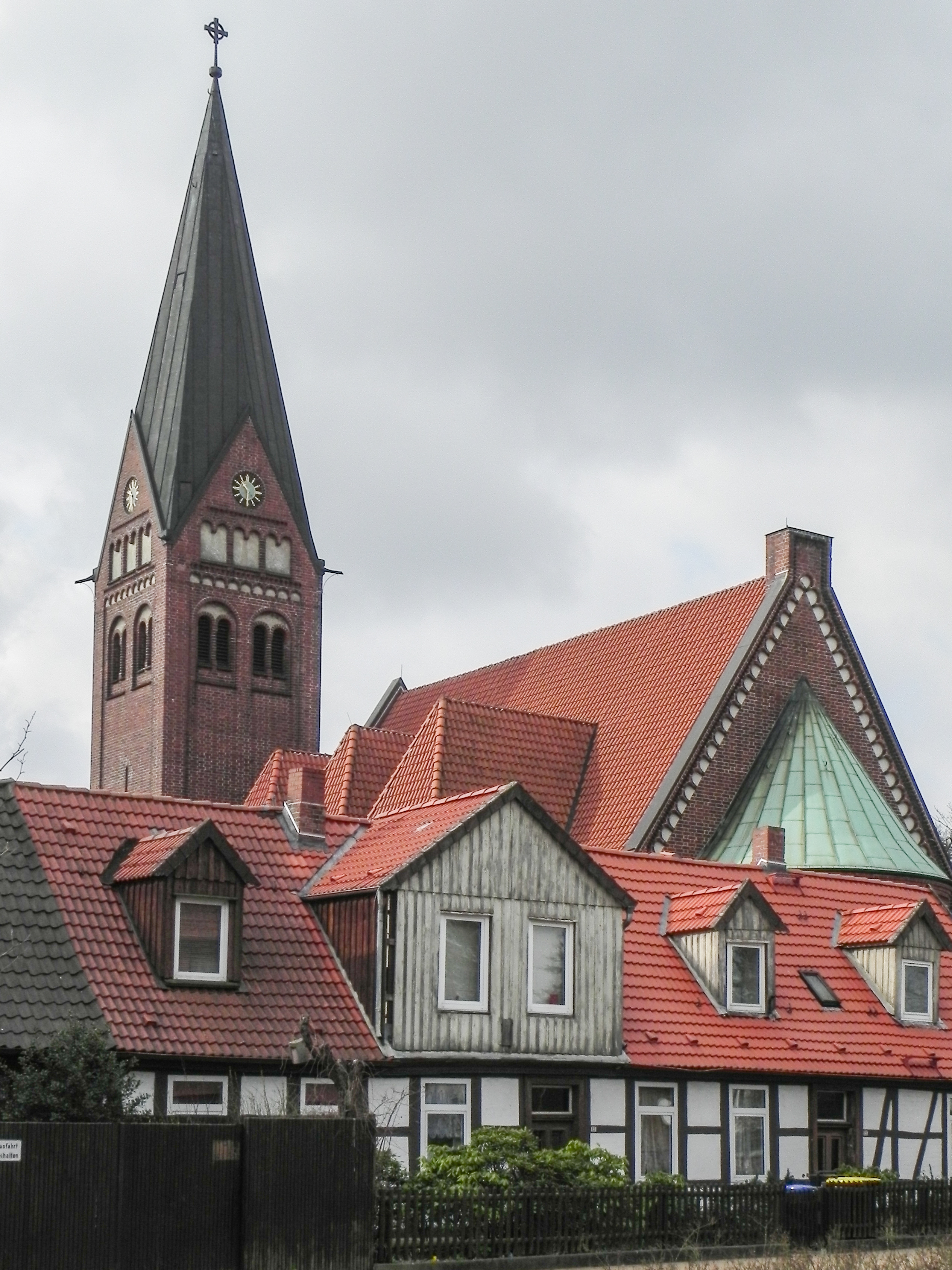
Altes Wohnhaus, im Hintergrund die Neustädter Kirche

Zum Evangelisch-lutherischen Kirchenkreis Celle gehören die westlich des Bahnhofs gelegene Neustädter Kirche (siehe Geschichte) in der Neustadt, und die moderne Pauluskirche in der Rostocker Straße in der Heese.
Am Waldfriedhof gelegen ist die 1955/56 nach den Plänen von Josef Fehlig erbaute katholische Kirche St. Hedwig, die seit 2006 zur Pfarrgemeinde St. Ludwig gehört. Diese sind Teil des Bistums Hildesheim.
|  |  |

## Politik

### Ortsrat
Der Ortsrat Neustadt/Heese hat elf Mitglieder, die sich seit der letzten Kommunalwahl vom 12. September 2021 wie folgt verteilen:
| Ortsrat 2021Insgesamt 11 Sitze - Linke: 1 - SPD: 3 - Grüne: 1 - Unab.: 1 - WG: 1 - FDP: 1 - CDU: 2 - AfD: 1 |

### Ortsbürgermeisterin
Ortsbürgermeisterin ist Antoinette Kämpfert (SPD).

## Gebäude, Kultur und Sehenswürdigkeiten
- Die evangelisch-lutherische Neustädter Kirche, im neoromanischen Stil, wurde 1909 von Otto Haesler fertiggestellt. Deren Kanzel wurde von Ernst August (II.) von Hannover, dem damaligen Herzog von Cumberland gestiftet. Sie stellt einen geschnitzten Christus und die vier Erzengel dar. 1972/73 wurde der Chorraum der Kirche neu gestaltet. Im Jahr 1989 erfolgte die Turmsanierung und eine Orgelerweiterung.
- Das Neustädter Holz ist ein 730 ha großes Waldgebiet zwischen dem Celler Ortsteil Neustadt/Heese und Hambühren.